# Баденский договор
Баденский договор — мирный договор, завершивший военное противостояние Франции и Священной Римской империей, которые находились в состоянии войны за испанское наследство.
Был подписан 7 сентября 1714 года в Бадене и являлся дополнением к Утрехтскому и Раштаттскому мирным договорам, по которым император Карл VI признавал условия Утрехтского мира со стороны монархии Габсбургов. По Баденскому договору были утверждены формально отсутствующие условия договора между Францией и священной Римской империей, и он завершил последние из конфликтов войны за испанское наследство.
- По договору Австрия получала Южные Нидерланды и испанские владения в Италии, то есть Неаполь (без Сицилии, отошедшей к Савойе), Милан, Мантую и Сардинию.
- Договор позволил Франции сохранить за собой Эльзас и передал Австрии земли на восточном берегу Рейна (Брайсгау).
- Курфюрсты Баварии и Кёльна восстановили свои территории и своё положение.
- Император Карл VI сохранил титул короля Испании и права на наследование испанского трона, однако фактически это не имело значения, так как власть в Испании уже получил Филипп V.